# Nandina
Nandina (nebeski bambus, sveti bambus; lat. Nandina), Monotipski rod ljekovitog vazdazelenog grma iz porodice žutikovki. Jedina je vrsta N. domestica, poznata kao nebeski bambus, a domovina mu je istočna Azija (Japan), odakle je prenesen u druge djelove svijeta. U Sjedinjenim Državama ga smatraju invazivnom vrstom, a u Europu je uvezen 1804. godine i uzgaja se kao ukrasna biljka.
Nebeski bambus nije u nikakvom srodstvu s bambusima. Naraste do dva metra visine, a cijela biljka sadrži otrovnu hidrocijaničnu kiselinu (prisutna je i u lovorvišnji).
Otporan je na hladne temperature.